# Vórtice polar en América del Norte de 2014

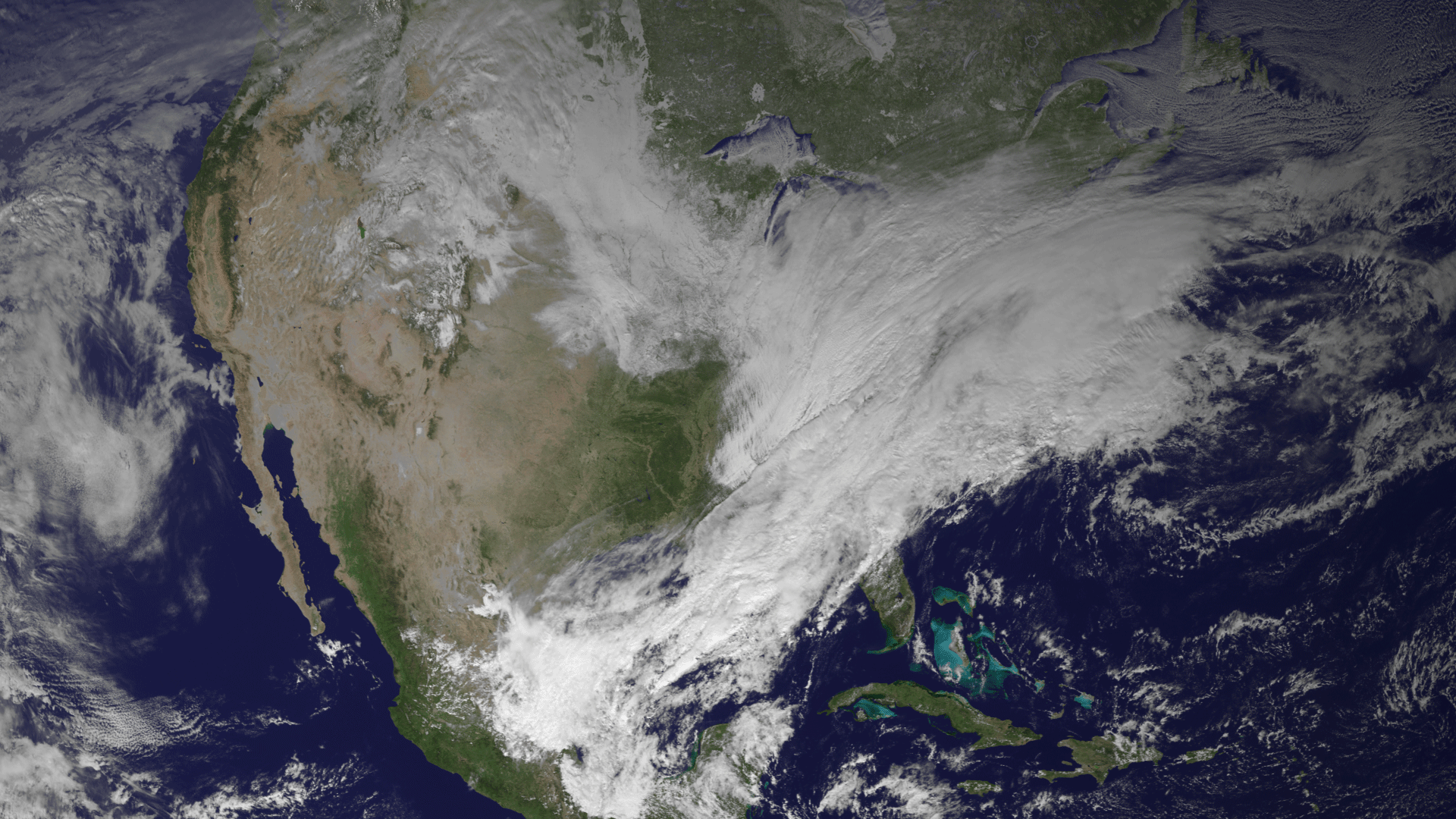
Una imagen satelital el 2 de enero, satélite GOES 13.

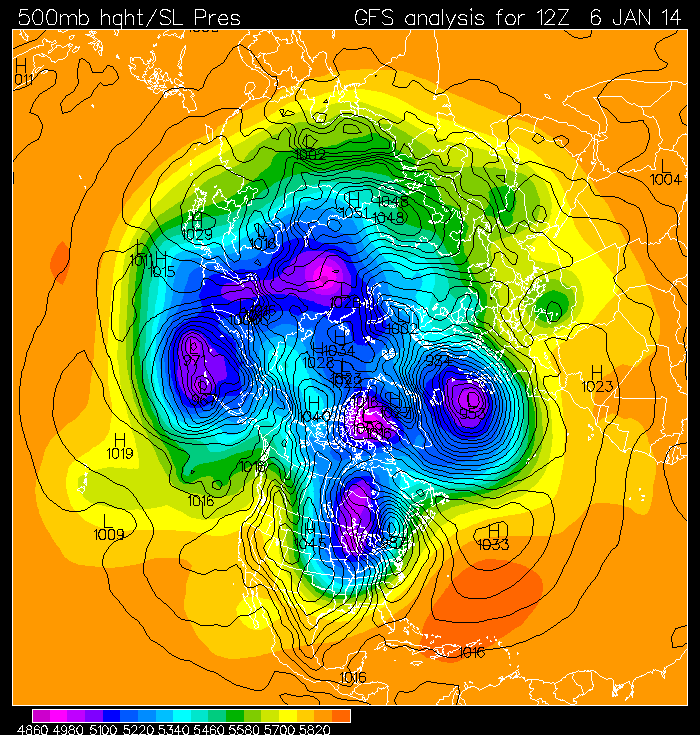
El "jet stream" -en azul claro y en sentido contrario al reloj- del 6 de enero de 2014 sigue su estándar usual ondulado en todo el hemisferio norte, pero su trayectoria se desvía de su posición ártica habitual y se extiende por el centro de los Estados Unidos, provocando temperaturas bajas excepcionales en la mitad oriental del país (la línea blanca subraya el contorno de Norteamérica).

El vórtice polar norteamericano de 2014 fue un evento de meteorología extrema que afectó a Canadá, el centro y este de los Estados Unidos (extendiéndose por el sur hasta Nashville y Tennessee) y el nordeste de México (particularmente a Tamaulipas, Nuevo León y Coahuila). En Estados Unidos afectó a 187 millones de personas. Un frente frío originario del Ártico, en un principio se combinó con un viento del norte el 2 de enero; el vórtice polar dejó una fuerte nevada y rompió récords de temperatura fría en los Estados Unidos, lo que provocó el cierre de escuelas, carreteras y cancelaciones de vuelos en masa.
El 11 de enero el vórtice polar comenzó a retirarse de los Estados Unidos tras dejar un saldo de 21 muertos y pérdidas estimadas en 5000 millones de dólares.

## Fenómeno meteorológico
El vórtice polar consiste en vientos fuertes de nivel superior que normalmente rodean al Polo Norte y circulan en una dirección contraria a las agujas del reloj; se ubican en la media y alta troposfera y la estratosfera. Dichos vientos tienden a mantener el aire glacial atrapado en las regiones árticas del hemisferio norte. En algunas ocasiones, el vórtice polar se distorsiona y se desplaza más al sur de donde se halla normalmente, llevando consigo una masa de aire helado que provoca un drástico descenso de las temperaturas.

## Zonas afectadas

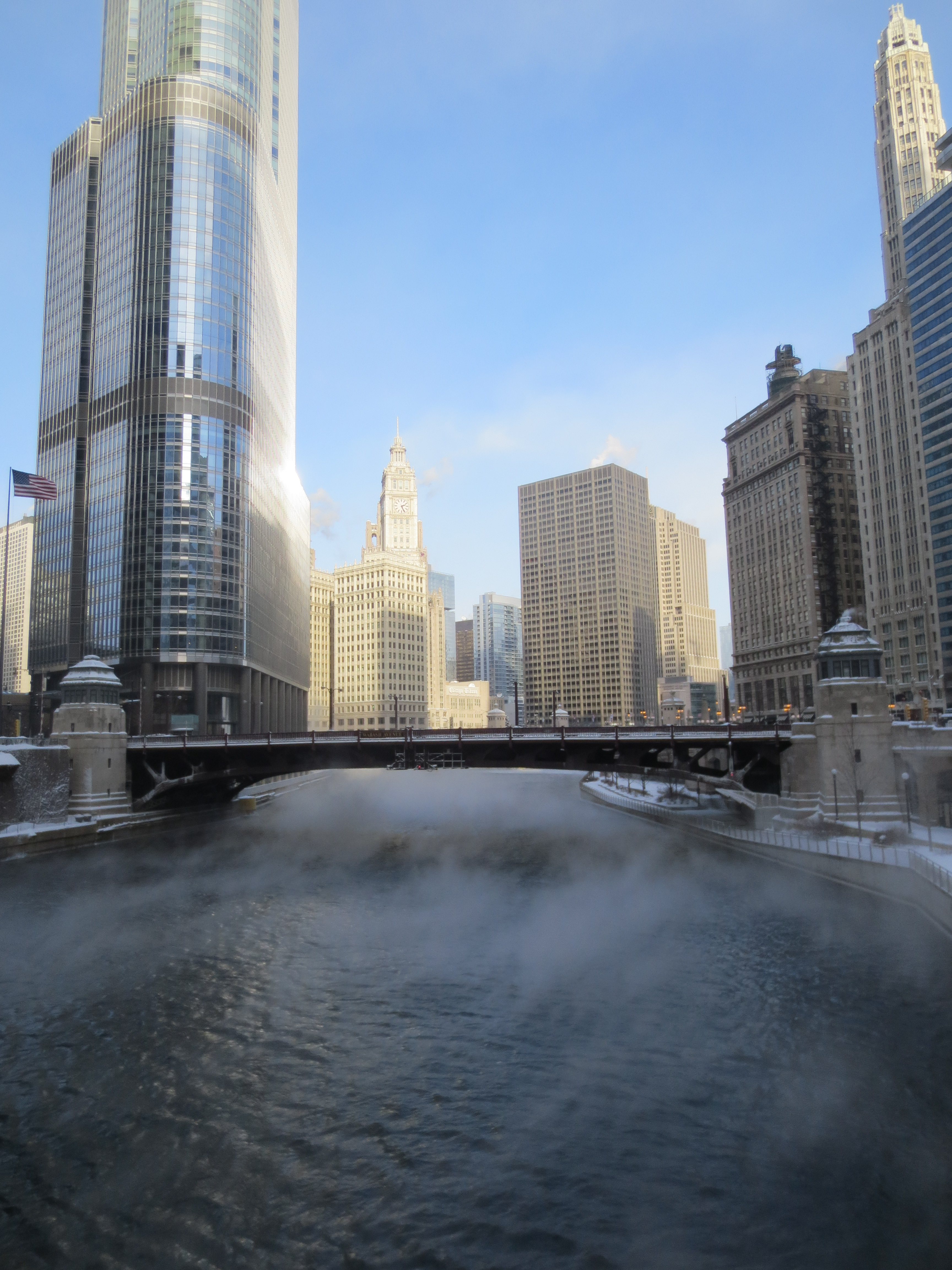
Los ríos de Chicago permanecieron congelados.

Dentro de los Estados Unidos, los estados más afectados fueron Dakota del Sur, Dakota del Norte, Iowa, Minesota, Míchigan, Montana, Nebraska, Wisconsin, Illinois y Nueva York.
En Chicago declararon estado de calamidad a causa del frío glacial; la ciudad registró un récord histórico de -50 °C de sensación térmica. El frío era demasiado intenso incluso para los pingüinos y los osos polares. En el zoológico Lincoln Park, un oso polar que no tenía desarrollada la capa de grasa que tienen sus compañeros del Ártico fue trasladado al interior.
En Canadá el fenómeno se sintió con mayor intensidad en las provincias de Ontario, Saskatchewan, Manitoba y Terranova y Labrador. Las cataratas canadienses del Niágara se congelaron de golpe debido al vórtice, con temperaturas inferiores a los -20 °C, el caudal del río quedó parcialmente helado.
La península de Yucatán en México también padeció los estragos de la ola de frío, y el 7 de enero se registraron 17,6 °C de máxima en Mérida, algo que se no se veía en esa región desde 2007. Ese día, la temperatura más baja se reportó en la localidad de Oxkutzcab, con 13 °C.
Los efectos de este vórtice afectaron incluso a la región escandinava de Europa pues ha despertado de su hibernación a los osos de Finlandia, donde ya había plantígrados comiendo bayas, dando presión sobre estas plantas y poniendo en peligro la supervivencia de los osos. El vórtice de enero ha propiciado que las aves migratorias lleguen antes de lo normal a las costas de Suecia y que llenen de tempraneras plantas las praderas de Noruega.

## Nevadas

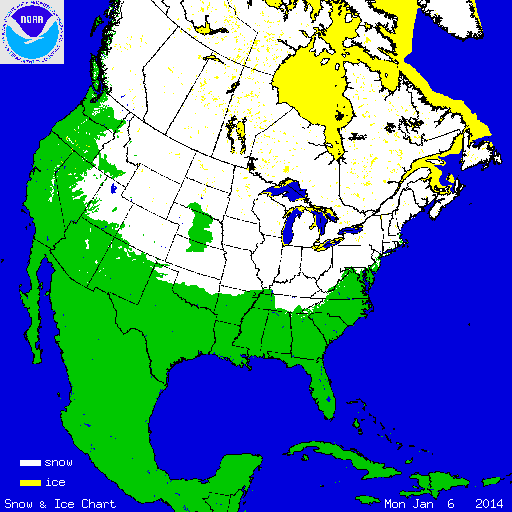
Cobertura de hielo (en amarillo) y de nieve (en blanco), desde Canadá hasta Texas, el 6 de enero de 2014.

El sureste de Míchigan recibió de 130 mm a 460 mm de nieve.
Las nevadas eran más leves hacia el sur; entre 13 y 51 mm de nieve cayeron en Tennessee.

## Mínimos históricos
El 5 de enero de 2014, en Green Bay se informó de una temperatura de -28 °C. El Servicio Meteorológico Nacional (Estados Unidos) confirmó que era la temperatura más fría registrada para esa fecha, rompiendo una serie de bajas del año 1979. El 6 de enero, el Aeropuerto Internacional O'Hare de Chicago registró su temperatura más baja registrada para esa fecha, -26 °C, rompiendo un récord establecido en 1884 y empató con la de 1988.
La ciudad de Winnipeg, registró un mínimo histórico de -37,9 °C el 31 de diciembre de 2013, con una sensación térmica de -48 °C. Las temperaturas en el Polo Norte también se registraron a -29 °C. El Museo Manitoba informó que esta temperatura fue más fría que lo que hay en Marte.

## Daños

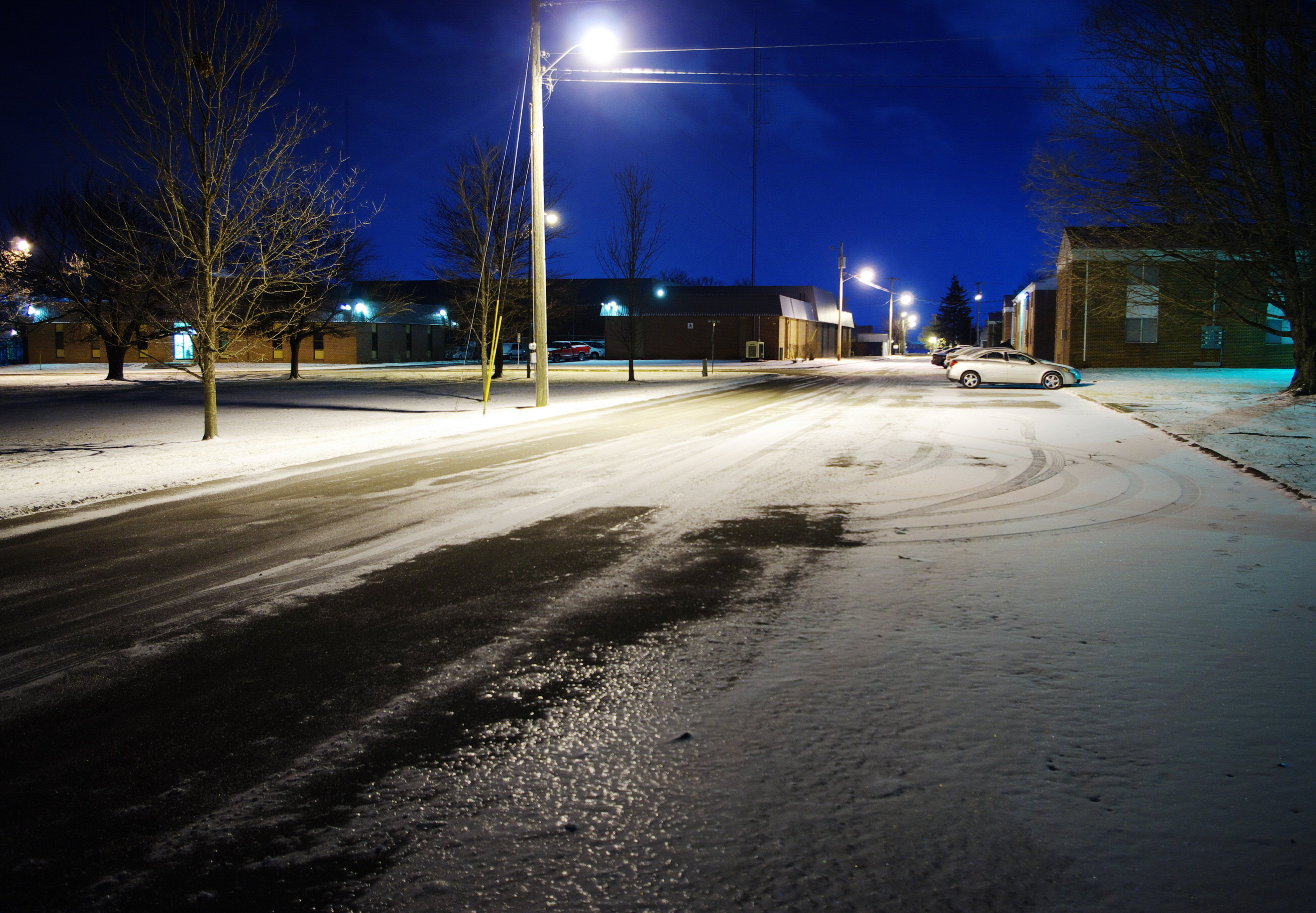
Calles heladas de Tennessee.

Entre 13 y 16 muertes se atribuyeron al vórtice polar inicialmente, con las condiciones de las carreteras peligrosas y el frío extremo citados como causas. Al tiempo que el vórtice comenzaba a retirarse la cifra de fallecidos era de 21 personas. Un apagón eléctrico en Terranova, la noche del 5 de enero, dejó 190 000 abonados sin electricidad. La mayoría de los cortes fueron restaurados el día siguiente. 24 000 se quedaron sin electricidad en Indiana, Illinois y Misuri.
Entre el 5 y el 6 de enero, las temperaturas cayeron 28 °C (50 °F) en el centro de Tennessee, bajando a una máxima de -13 °C el lunes 6 de enero en Nashville. La caída del suministro eléctrico dejó 1200 clientes en Nashville sin energía y la Agencia de Manejo de Emergencias de Tennessee declaró el estado de emergencia.
Unos 187 millones de estadounidenses (alrededor de un tercio de la población del país) se vieron afectados por la ola de frío.

## Respuesta del gobierno
Colegios, carreteras y oficinas públicas fueron cerradas en varias regiones afectadas. El clima también dejó en tierra miles de vuelos.
En Minnesota, todas las escuelas públicas del estado fueron cerradas el 6 de enero por orden del gobernador Mark Dayton. En Indiana, más de cincuenta de los noventa y dos condados, incluyendo prácticamente todo el norte de Indianápolis, se cerraron todas las vías al tráfico, excepto a los vehículos de emergencia. En Míchigan, el alcalde de Lansing, Virg Bernero, emitió una emergencia de nieve que prohíbe los viajes no esenciales, así como el cierre de las oficinas gubernamentales no esenciales. En Wisconsin, la mayoría de las escuelas (si no todas) del estado fueron cerradas el 6 y el 7 de enero.
Por lo menos 3600 vuelos fueron cancelados el 6 de enero, y varios miles habían sido cancelados durante el fin de semana anterior. Amtrak canceló el servicio de trenes de pasajeros con conexión en la ciudad de Chicago debido a las fuertes nevadas y al intenso frío.